# Зоряне населення

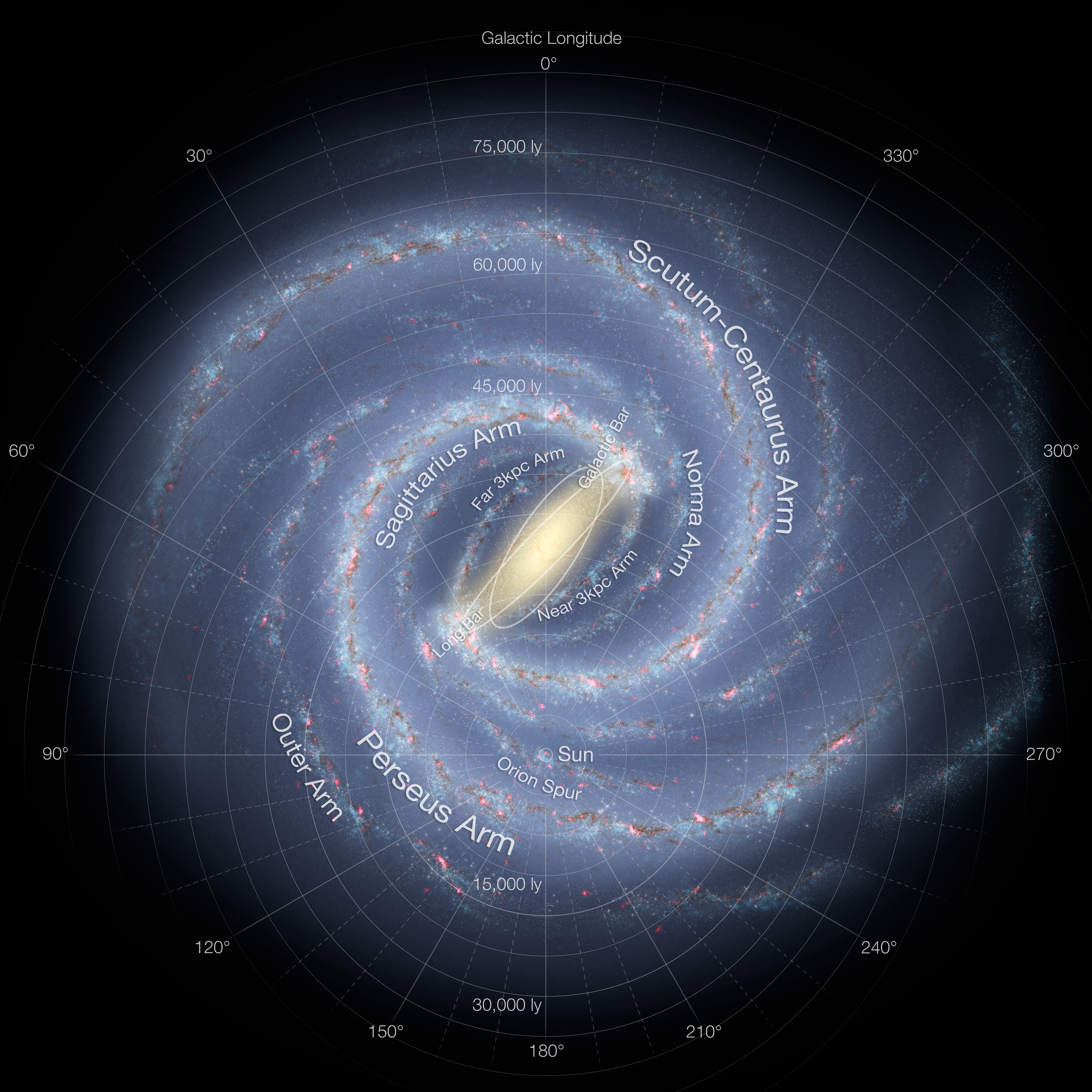
Художнє зображення Чумацького Шляху. У блакитних областях в спіральних рукавах переважає молодше населення I, натомість як жовті зорі в центральній опуклості — це старше населення ІІ.

Зоряне населення — умовний поділ зір на категорії (зоряні популяції або населення) залежно від їх металічності, що корелюється з віком зір, їх розташуванні в галактиці та їх типом. Популяції пронумеровано в порядку їх відкриття, що є зворотнім порядком до часу їх виникнення: гіпотетична популяція III — це найперші світила у Всесвіті практично без важких елементів, популяція II — старі зорі з дуже низькою металічністю (на один-два порядки менше, ніж у Сонця), популяція I — найновіші зорі (з досить високою металічністю).
Хоча основним критерієм розділення зір на популяції зазвичай обирають металічність, популяції також корелюють з віком та кінематикою зір.   
В цілому, зменшення вмісту металів вказує на збільшення віку зір. Отже, перші зорі у Всесвіті (з дуже майже нульовою металічністю) вважаються населенням III, старі зорі (з низькою металічністю) — населенням II, а наймолодші зорі (висока металічність) — населенням I. Сонце, доволі молода зоря з відносно високою металічністю 1,4 %, вважається населенням I. (При цьому за стандартною астрофізичною номенклатурою «металом» вважається будь-який елемент, важчий за гелій, включаючи хімічні неметали, такі як кисень.)

## Виникнення концепції
Уперше поняття про зоряні популяції запровадив у 1944 році роках німецький астроном Вальтер Бааде, спираючись на те, що діаграма Герцшпрунга — Рассела для зір у ядрах спіральних галактик радикально відрізняється від такої діаграми для зір в околицях Сонця, і нагадує діаграму Герцшпрунга-Рассела для кулястих скупчень. В анотації до своєї статті Бааде відзначив, що Ян Оорт пропонував подібний поділ ще в 1926 році. Бааде зауважив, що синіші зорі тісно пов'язані зі спіральними рукавами, а жовті зорі домінують поблизу балджів та всередині кулястих скупчень. Два основних типи населення назвали населення I і населення II. Термін «населення III» на позначення гіпотетичних зір у дуже ранньому Всесвіті, що майже не містили металів, був вперше введений Невілом Вульфом у 1965 році.

## Теоретичні підвалини

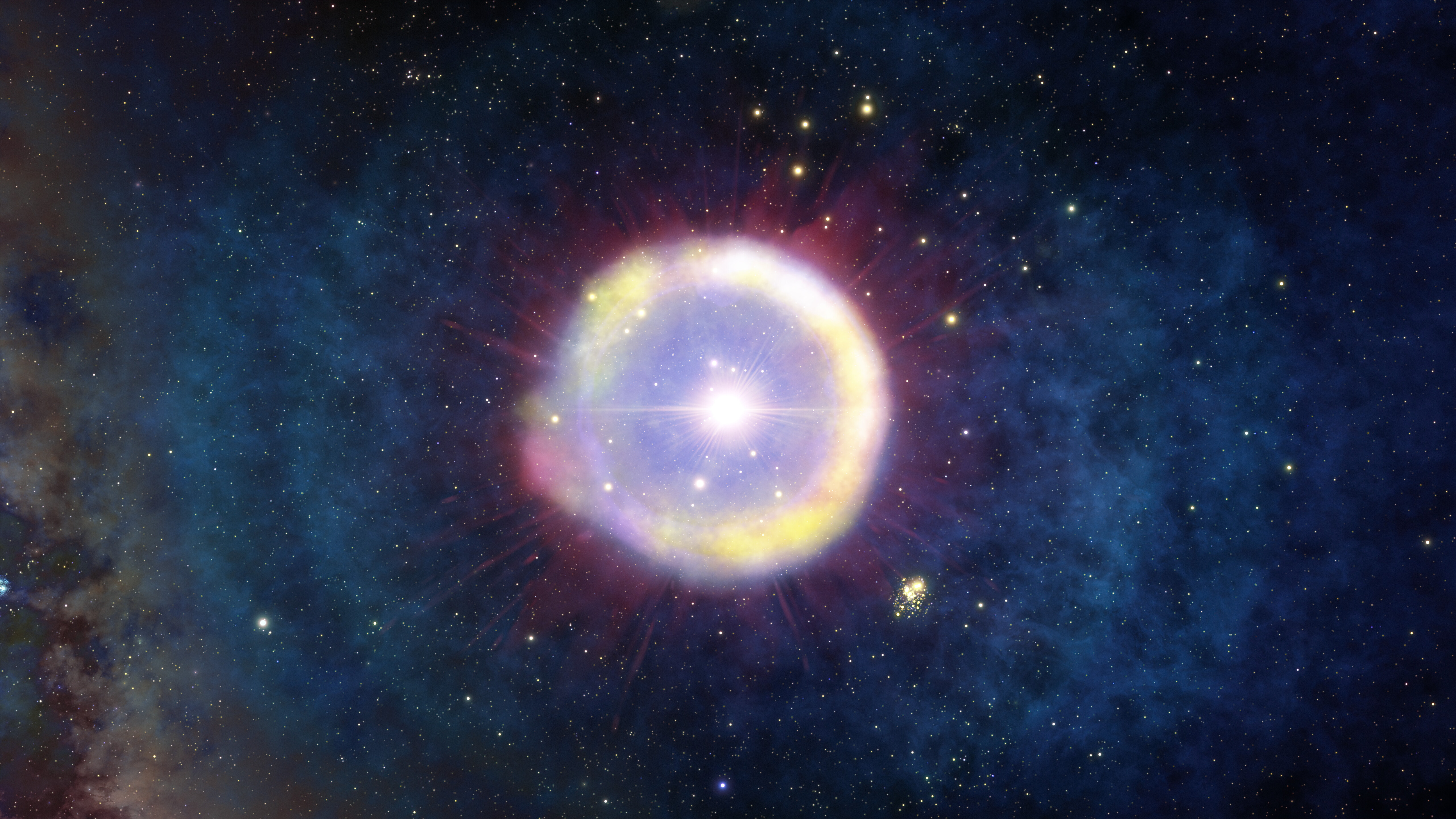
Художнє зображення зір популяції III за 100 мільйонів років після Великого вибуху

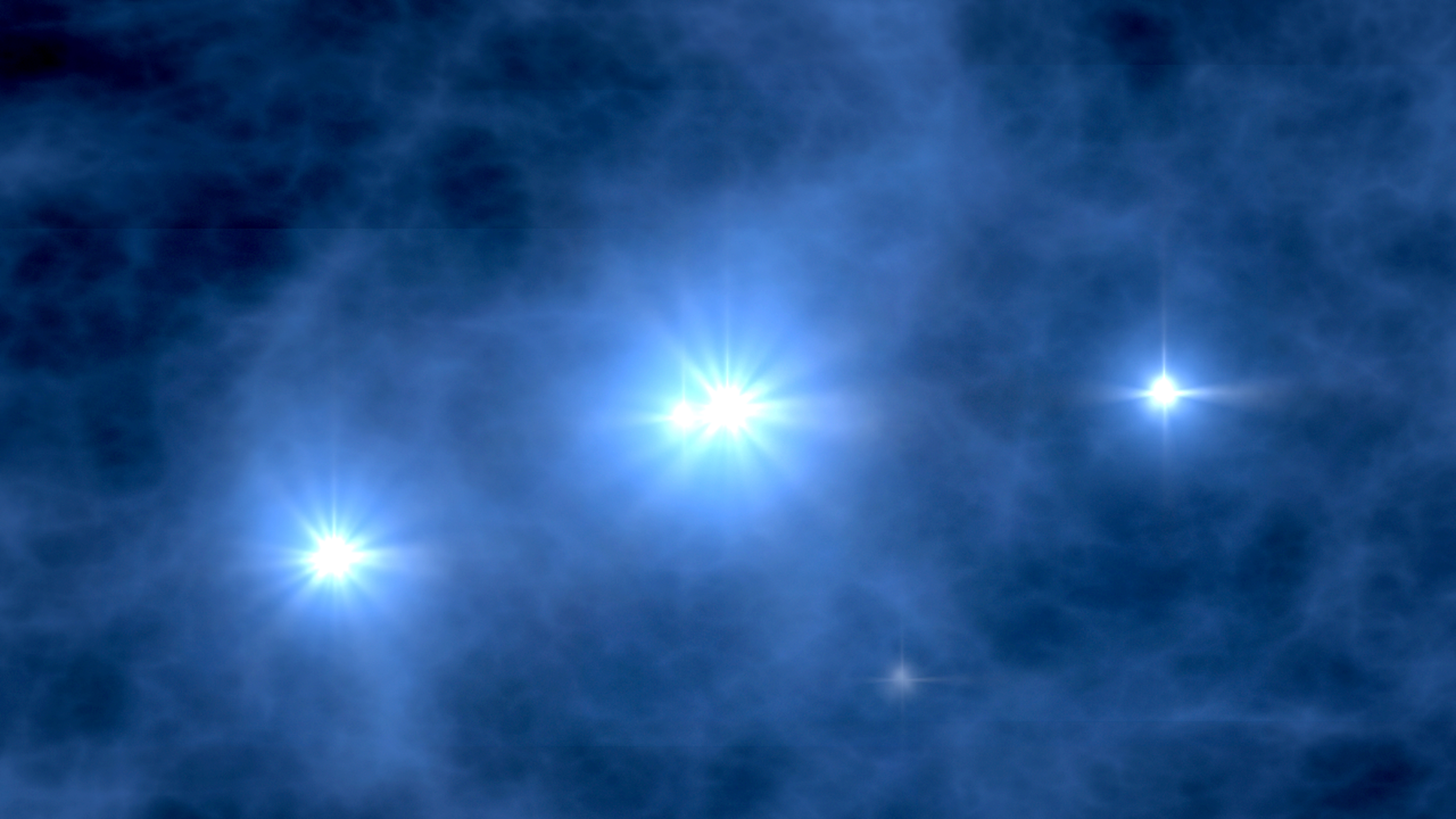
Художнє зображення зір популяції III за 400 мільйонів років після Великого вибуху

Дослідження зоряних спектрів свідчать, що зорі, старші за Сонце, мають менше важких елементів порівняно з Сонцем. Це вказує на те, що металічність зір збільшувалась від покоління до покоління завдяки зоряного нуклеосинтезу.

### Утворення перших зір
Згідно з сучасними космологічними моделями, вся матерія, створена під час Великого вибуху, складалася здебільшого з водню (75 %) і гелію (25 %), і лише дуже незначна маса припадала на інші легкі елементи, такі як літій і берилій. Коли Всесвіт достатньо охолонув, народилися перші зорі, відомі як населення III, і початково вони практично не містили важких елементів. Вважається, що відсутність металів дозволяла цим зорям мати маси стали в сотні разів більшими, ніж маса Сонця. Ці масивні зорі еволюціонували дуже швидко, і їхній нуклеосинтез створив перші 26 елементів (до заліза в періодичній системі елементів).
Багато теоретичних зоряних моделей показують, що наймасивніші зорі населення III швидко вичерпали своє паливо і, ймовірно, вибухнули як парно-нестабільні наднові. Ці вибухи мали повністю розсіяти їхню речовину, викинувши напрацьовані в нуклеосинтезі метали в міжзоряне середовище і таким чином збагативши металами наступні покоління зір. Короткий час життя перших зір означає неможливість спостереження зір популяції III в нашій галактиці та необхідність шукати їх в галактиках із високим червоним зміщенням, світло яких виникло під час ранньої історії Всесвіту.
Першими вибухали наймасивніші зорі. Зорі, надто масивні для утворення парно-нестабільних наднових, імовірно, колапсували в чорні діри через фотоядерну реакцію. При цьому частина маси могла покидати зорі у формі релятивістських струменів, поширюючи перші метали у Всесвіті.

### Утворення спостережуваних зір
Найстаріші зорі, які досі існують, — найбідніші металами зорі населення II. У міру народження наступних поколінь зорі все сильніше збагачувались металами, оскільки газові хмари, з яких вони утворювалися, включали речовину, створену попередніми поколіннями зір населення III.
Коли ці зорі населення II загинули, вони утворили через планетарні туманності або наднові, повернувши збагачену металами речовину в міжзоряне середовище, і зорі наступного покоління утворювались вже з цієї речовини. Таким чином, наймолодші зорі, включаючи Сонце, мають найвищий вміст металу, і їх називають населенням I.

## Населення III

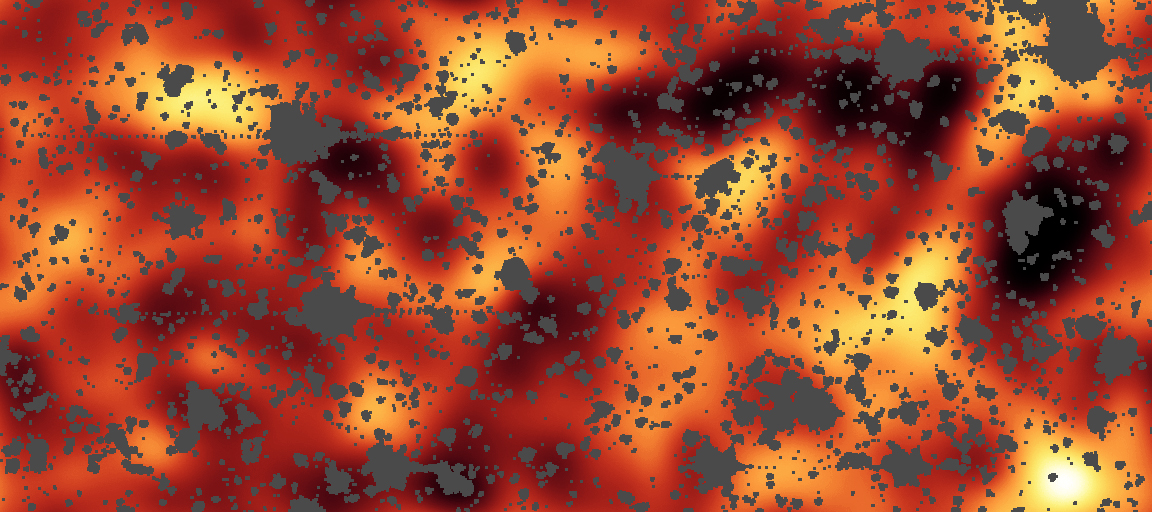
Можливе світло від зір населення III, зняте космічним телескопом Спітцер

Населення III — це гіпотетична популяція надзвичайно масивних, яскравих і гарячих зір, які практично не містили «металів», за винятком, можливо, забруднення викидами інших сусідніх зір популяції III. Такі зорі, ймовірно, існували в дуже ранньому Всесвіті (тобто при високому червоному зміщенні) і, можливо, першими почали виробництво хімічних елементів, важчих за водень та гелій.
Існування населення III випливає з фізичної космології, хоча такі зорі ще не спостерігалися безпосередньо, хоча наявні деякі непрямі спостережні вказівки на їхнє існування. Їх існування може пояснити той факт, що важкі елементи, які не могли утворитись під час Великого вибуху, спостерігаються в спектрах випромінювання квазарів. Також вважається, що зорі популяції III входять до складу тьмяних блакитних галактик. Ймовірно, ці зорі спровокували період реіонізації Всесвіту, головний фазовий перехід газоподібного водню, що складає більшу частину міжзоряного середовища. Спостереження за далекою галактикою UDFy-38135539 показують, що вона дійсно могла зіграти певну роль у цьому процесі реіонізації. У галактиці Cosmos Redshift 7 з переважним населенням II виявили групу раннього зоряного населення, яка може датуватись епохою реіонізації. Деякі теорії стверджують, що було два покоління населення III.
Сучасна теорія розділилася щодо того, чи були перші зорі дуже масивними чи ні. Однією з можливостей є те, що ці зорі були набагато більшими за нинішні зорі — кілька сотень M☉ (сонячних мас) і, можливо, до 1000 M☉. Такі зорі могли жити лише дуже короткий час — лише 2–5 мільйонів років. Інші теорії припускають, що перші групи зір могли складатися з масивної зорі, оточеної кількома меншими зорями. Менші зорі, якби вони залишилися в своєму рідному скупченні, накопичили б більше газу і не змогли б дожити до теперішнього часу. Однак оцінюється, що зоря розміром менше 0,8 M☉, викинута зі скупчення до накопичення більшої маси, могла б дожити дотепер, можливо, навіть у нашій галактиці.
Аналіз надзвичайно бідних металами зір популяції II, таких як HE 0107-5240, які, як вважають, містять метали, вироблені зорями популяції III, вказує, що зорі популяції III мали маси 20-130 M☉. З іншого боку, аналіз кулястих скупчень в еліптичних галактиках вказує, що їхня металічність зумовлена парно-нестабільними надновими, викликаними дуже масивними зорями. Це також пояснює, чому не спостерігалося маломасивних зір з нульовою металічністю, хоча й пропонувались теоретичні моделі легких зір популяції III. Скупчення, що містять червоні або коричневі карлики з нульовою металічністю (можливо, створені парно-нестабільними надновими), були запропоновані як кандидати в темну матерію, однак пошук цього типу MACHO за допомогою гравітаційного мікролінзування дав негативні результати.
Знаходження зір населення III було однією з цілей космічного телескопа Джеймса Вебба, і в 2022 році було повідомлено про їхнє можливе виявлення.

## Населення II

Схематичний профіль Чумацького Шляху. Зорі популяції II присутні в галактичному балджі і в кулястих скупченнях.

Популяція II — це зорі з відносно невеликою кількістю елементів, важчих за гелій. Ці об'єкти утворилися в більш ранній період існування Всесвіту. Зорі проміжної популяції II поширені в балджі поблизу центру Чумацького Шляху, тоді як зорі популяції II, що належать до галактичного гало, є старшими і, отже, біднішими на метали. Кулясті скупчення також містять велику кількість зір популяції ІІ.
Особливістю зір популяції II є те, що, попри їх нижчу загальну металічність, вони часто мають вищий вміст альфа-елементів (елементів, утворених альфа-процесом, таких як кисень і неон) відносно заліза (Fe) у порівнянні з зорями популяції I. Сучасна содель зореутворення в Галактиці припускає, що це є результатом того, що наднові типу II збагатили міжзоряне середовище альфа-елементами досить швидко після зореутворення, натомість як наднові типу Ia збагатили міжзоряне середовище елементами залізного піку значно пізніше.
Пошук зір з дуже низьким вмістом металів, який провели команди Тімоті Бірса та Норберта Хрістліба, спочатку було розпочато для слабких квазарів, дозволив виявити близько десяти зір з ультрабідним вмістом металів (ultra-metal-poor), включаючи зорю Снедена, зорю Кайрела, BD +17° 3248, а також три найдавніші відомі зорі — HE 0107-5240, HE 1327—2326 і HE 1523-0901. У 2012 році зоря Каффо була визначена як зоря з найнижчим вмістом металів, а в 2014 її рекорд побила SMSS J031300.36-670839.3. Менш екстремальним, але ближчими та яскравішими, є бідні на метали зорі HD 122563 (червоний гігант) і HD 140283 (субгігант).

## Населення I

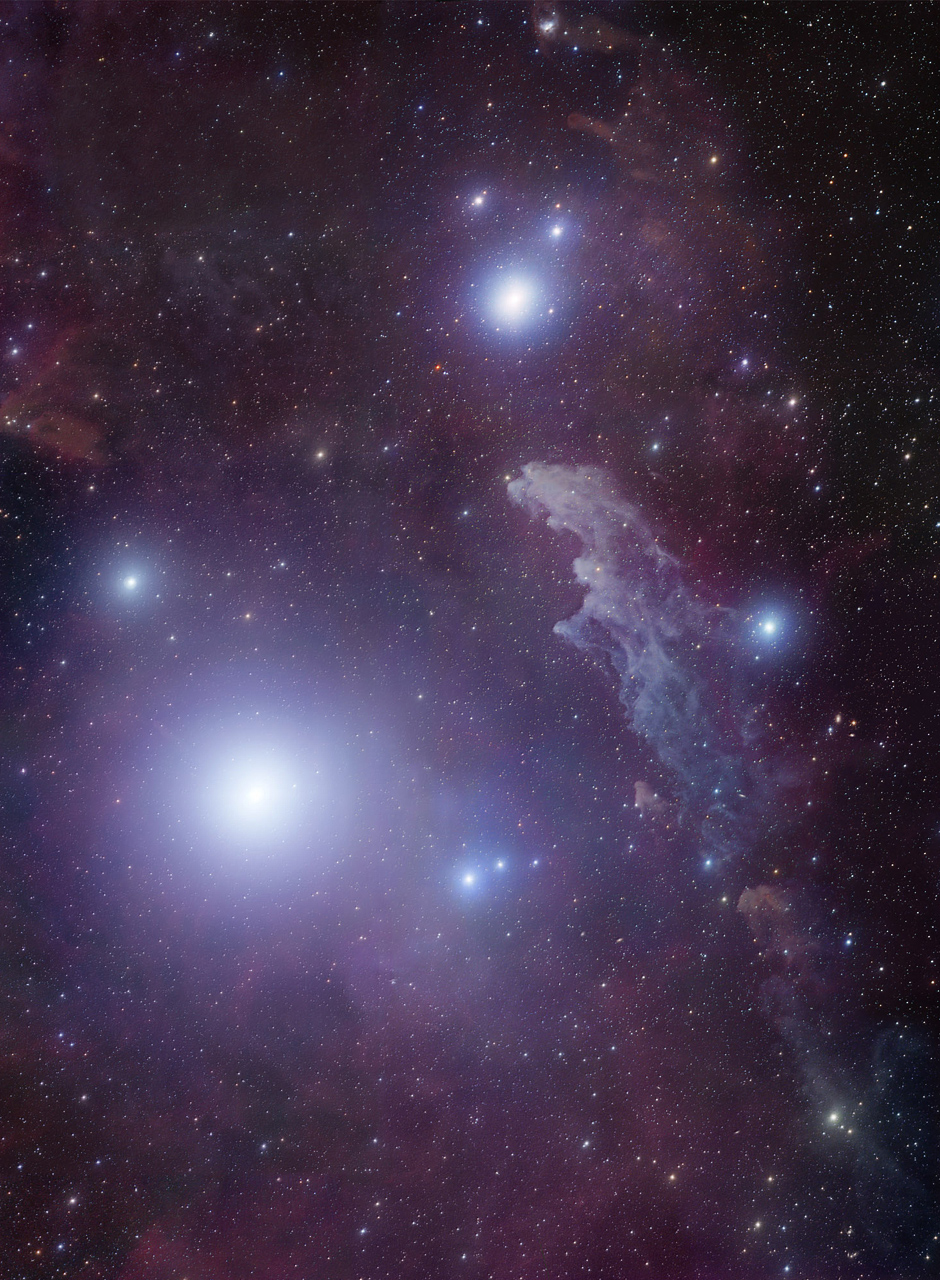
Зоря населення I Рігель із відбивною туманністю IC 2118

Населення I — це відносно молоді зорі з найвищою металічністю з усіх трьох популяцій. У галактиці Чумацький Шлях населення I переважно зосереджено в галактичному диску, особливо в спіральних рукавах, де активне зореутворення триває просто зараз. Сонце є прикладом зорі, багатої на метали, і вважається проміжним населенням I, тоді як, наприклад, сонцеподібна зоря μ Жертовника набагато багатша на метали.
Зорі населення I зазвичай мають орбіти з малими нахилами й ексцентриситетами, тому вони мають низькі швидкості відносно місцевого стандарту спокою. Раніше висувалася гіпотеза, що висока металічність зір популяції I робить їх більш імовірними кандидатами на наявність планетних систем, ніж дві інші популяцій, оскільки вважається, що планети, особливо планети земної групи, утворюються шляхом акреції металів. Однак спостереження за даними космічного телескопа «Кеплер» виявили менші планети навколо зір із різною металічністю, тоді як лише великі планети-гіганти були зосереджені навколо зір із відносно високою металічністю. Це відкриття важливе для теорій формування газових гігантів.